# Susanne Klatten
Susanne Hanna Ursula Klatten, z d. Quandt (ur. 28 kwietnia 1962 w Bad Homburg vor der Höhe) – członek rodziny Quandt. Obecnie wartość jej majątku szacowana jest na 20,4 miliarda USD (2017), co plasuje ją na 38 pozycji na liście miliarderów. Główne branże, w które lokowany jest jej kapitał to motoryzacja (BMW – 12,6%) , przemysł chemiczny i farmaceutyczny (Altana AG – 95%)  i energia odnawialna. W 2005 r. zajęła 71 miejsce na liście najpotężniejszych kobiet świata.

## Życie prywatne
Jej mężem jest Jan Klatten, którego poznała podczas praktyki zawodowej w firmie BMW, z którym ma trójkę dzieci.
W latach 2007 i 2008 była szantażowana, głównym szantażystą był Helg „Russak” Sgarbi, 40-letni Szwajcar, który groził ujawnieniem materiałów ujawniających ich romans, Susanne zgłosiła sprawę na policję. Szwajcar został skazany na 6 lat więzienia za to i inne podobne przestępstwa. W roku 2012 skazany został Ernano Barretta, właściciel hotelu który miał nagrywać przy pomocy ukrytych kamer spotkania Susanne i Helga.